# Хаконе (посёлок)
Хако́не (яп. 箱根町 Хаконэ-мати) — посёлок в Японии, находящийся в уезде Асигарасимо префектуры Канагава. Площадь посёлка составляет 92,82 км², население — 13 189 человек (1 августа 2014), плотность населения — 142,09 чел./км². В поселении располагаются одни из самых известных в Японии горячие источники. Благодаря тому что район Сэнгокубара появился в сериале «Евангелион», посёлок также известен среди фанатов манги. В посёлке есть музей Маленького принца.

## Географическое положение
Посёлок расположен на острове Хонсю в префектуре Канагава региона Канто. С ним граничат города Одавара, Минамиасигара, Готемба, Сусоно, Мисима и посёлки Югавара, Ояма, Каннами.

## Население
Население посёлка составляет 13 189 человек (1 августа 2014), а плотность — 142,09 чел./км². Изменение численности населения с 1980 по 2005 годы:
| 1980 | 19 882 чел. |  |
| 1985 | 19 792 чел. |  |
| 1990 | 19 365 чел. |  |
| 1995 | 18 411 чел. |  |
| 2000 | 15 829 чел. |  |
| 2005 | 14 206 чел. |  |

## Символика
Деревом посёлка считается Prunus jamasakura, цветком — Rosa hirtula, птицей — дятлообразные.